# Софроново (Вашкинский район)
Софроново — деревня в Вашкинском районе Вологодской области.
Входит в состав Роксомского сельского поселения, с точки зрения административно-территориального деления — в Роксомский сельсовет.
Расстояние по автодороге до районного центра Липина Бора — 30,4 км, до центра муниципального образования деревни Парфеново — 4,4 км. Ближайшие населённые пункты — Васютино, Ильинское, Мыс, Мянда, Семяновская, Сухоежино, Якунино.
По переписи 2002 года население — 1 человек.